# Àcid sapiènic
L'àcid sapiènic, el qual nom sistemàtic és àcid (Z)-hexadec-6-enoic, és un àcid carboxílic monoinsaturat de cadena lineal amb setze àtoms de carboni, la qual fórmula molecular és {\displaystyle {\ce {C16H30O2}}}. En bioquímica és considerat un àcid gras rar i se simbolitza per SA o C16:1 n-10.

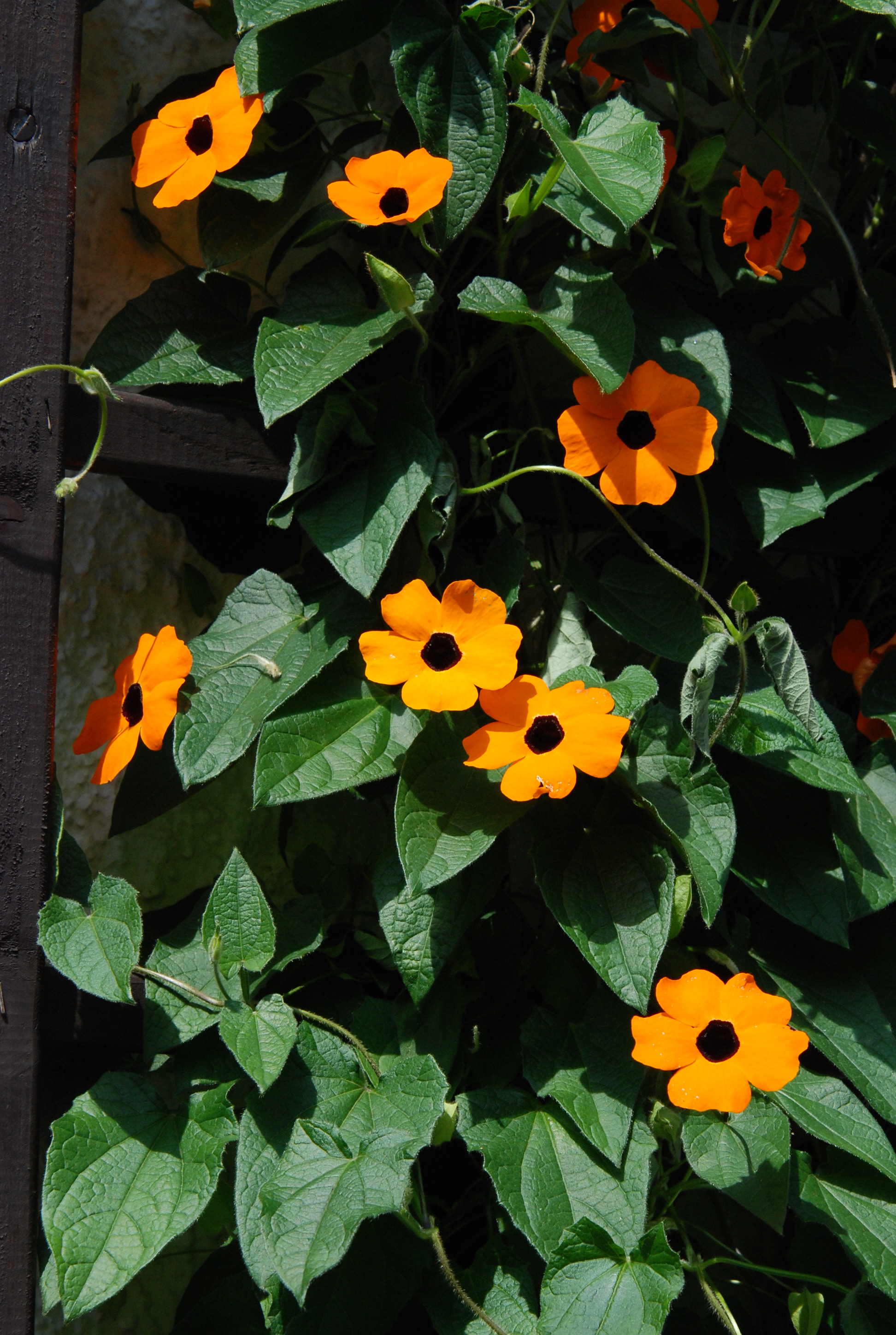
Thunbergia alata

És únic entre la complexitat dels lípids sebacis per la posició extremadament rara del doble enllaç, situat entre els carbonis 6 i 7. Es produeix per acció de l'enzim Δ2-desaturasa sobre l'àcid palmític (C16:0), el mateix enzim que limita la velocitat en la formació d'àcids grassos poliinsaturats. Entre els mamífers, el seu humà té la quantitat més gran d'àcids grassos lliures, dels quals l'àcid sapiènic és l'àcid gras monoinsaturat més abundant. També hom el troba als cabells i a les ungles, però a cap altra part del cos humà. És el component més gran (85%) dels àcids grassos presents en l'oli de llavors de Thunbergia alata, a l'oli de les llavors de Zanthoxylum alatum n'hi ha un 15,4 %.
Coherent amb el paper dels àcids grassos en la modulació de les interaccions hoste-microbis, l'àcid sapiènic té l'activitat més gran antimicrobiana entre els àcids grassos lliures en el seu humà, alhora que demostra la selectivitat de Staphylococcus aureus, un patogen oportunista.